# Autoportrait à l'oreille bandée et à la pipe
Pour les articles homonymes, voir Autoportrait (homonymie).
 (avril 2016).
Si vous disposez d'ouvrages ou d'articles de référence ou si vous connaissez des sites web de qualité traitant du thème abordé ici, merci de compléter l'article en donnant les références utiles à sa vérifiabilité et en les liant à la section « Notes et références ».
Autoportrait à l'oreille bandée et à la pipe est une peinture à l'huile sur toile de l'artiste peintre néerlandais Vincent van Gogh réalisée à Arles en janvier 1889. La toile, devenue propriété de la famille Niarchos, fut exposée  à la fondation LVMH, propriété de Bernard Arnault en 2019.

## Contexte
Le 23 décembre 1888, dans leur atelier d'Arles, Van Gogh a tenté de blesser Paul Gauguin avant de se couper l'oreille gauche avec une lame de rasoir. Rapidement rétabli, Van Gogh peint son autoportrait, l’oreille blessée étant pansée par un bandage qui lui entourait le visage. Pour Gauguin, cette nouvelle crise de folie marque la fin de la collaboration des deux peintres dans leur « atelier du Midi » installé à Arles.

## Description du tableau
Van Gogh occupe une partie majeure du tableau. Il a le visage légèrement de trois-quarts, la tête tournée vers la droite (inversée car relevée dans un miroir). Il porte une veste épaisse, un bonnet usagé et un bandage lui entourant le visage. Il fume la pipe (la fumée est matérialisée).

## Palette
Le fond est divisé en deux zones équitables : la partie du bas est rouge alors que celle du haut est principalement orange, mis à part des touches plus jaunes observées tout en haut du tableau. Le bonnet est bleu à l’avant (au niveau de la partie en laine) et à l’arrière, gris. La veste qu’il porte est verte. La fumée, sa chemise et son bandage sont blancs, tandis que la pipe, ses yeux et ses cheveux sont très foncés, presque noirs. Dans les deux cas, Van Gogh a juxtaposé des couleurs proches sur le cercle chromatique (violet et bleu, rouge et orangé), on parlera d’harmonie analogue : les couleurs sont proches les unes des autres et se combinent sans se heurter. Mais ses harmonies analogues s’opposent aux harmonies de contraste : les couleurs adjacentes sont complémentaires (les trois couples de couleurs complémentaires étaient à l’époque : vert et rouge, violet et jaune, bleu et orangé). En effet, le rouge est interposé entre l’orange et le vert, le bleu est proche du violet et de l’orangé tout comme l’est le violet du bleu et du jaune. La pipe est marron.